# Harrison (Nova Jersey)
Harrison és una població dels Estats Units a l'estat de Nova Jersey. Segons el cens del 2008 tenia 15.201 habitants.

## Demografia
Segons el cens del 2000, Harrison tenia 14.424 habitants, 5.136 habitatges, i 3.636 famílies. La densitat de població era de 4.564,9 habitants/km².
Dels 5.136 habitatges en un 33,7% hi vivien nens de menys de 18 anys, en un 49,8% hi vivien parelles casades, en un 13,9% dones solteres, i en un 29,2% no eren unitats familiars. En el 22,5% dels habitatges hi vivien persones soles el 8,7% de les quals corresponia a persones de 65 anys o més que vivien soles. El nombre mitjà de persones vivint en cada habitatge era de 2,81 i el nombre mitjà de persones que vivien en cada família era de 3,27.
Per edats la població es repartia de la següent manera: un 21,5% tenia menys de 18 anys, un 10,6% entre 18 i 24, un 36,8% entre 25 i 44, un 20,9% de 45 a 60 i un 10,3% 65 anys o més.
L'edat mediana era de 34 anys. Per cada 100 dones de 18 o més anys hi havia 101,2 homes.
La renda mediana per habitatge era de 41.350 $ i la renda mediana per família de 48.489 $. Els homes tenien una renda mediana de 33.069 $ mentre que les dones 26.858 $. La renda per capita de la població era de 18.490 $. Aproximadament el 10,1% de les famílies i el 12,4% de la població estaven per davall del llindar de pobresa.

## Poblacions properes
El següent diagrama mostra les poblacions més properes.